# Ingetorpssee
Der Ingetorpssee (schwedisch Ingetorps sjö) ist ein kleiner See zwischen Kode und Kareby in der schwedischen Gemeinde Kungälv in der Provinz Västra Götalands län.
Der See zeichnet sich durch reines Wasser und das seltene Vorkommen von Süßwasser-Muscheln aus. Außerdem finden sich an ihm Grabhügel aus dem 5. Jahrhundert n. Chr.
Am 17. August 1995 wurde hier von Neonazis der 14-jährige John Hron, ein Jugendlicher tschechischer Herkunft, ermordet.